# 아야마정
아야마정(阿山町)은 미에현 아야마군에 설치되었던 정이다.
2004년 11월 1일에 우에노시, 아야마군 이가정, 시마가하라촌, 오야마다촌, 나가군 아오야마정과 합병해 이가시가 되었기 때문에 소멸했다.

## 지리
이가 분지 북부의 구릉지에 위치하고 시가현 경계에 접한다. 기즈강 지류가 남류하다.차밭이 많은 땅이다.

## 역사
- 1954년 12월 20일 - 아하리촌, 도모다촌이 합병해 아야마촌이 성립하였다.
- 1955년 2월 1일 - 아야마촌이 마루바시라촌의 일부를 합병해 새로운 아야마촌이 성립하였다.
- 1967년 12월 1일 - 정으로 승격해 아야마정이 되었다.
- 2004년 11월 1일 - 우에노시, 아야마군 이가정, 시마가하라촌, 오야마다촌, 나가군 아오야마정과 합병해 이가시가 되었다. 동일 아야마정은 폐지되었다.

## 철도
- 서일본 여객철도 간사이 본선이 통과하고 있을 뿐 정역에 역은 없다. 가장 가까운 역은 간사이 본선의 사가노역이다.

### 도로
- 국도 25호선
- 국도 제422호선 (일본)(일본어판)